# یخ‌زده (موسیقی متن)
یخ‌زده: موسیقی متن اصلی فیلم (انگلیسی: Frozen: Original Motion Picture Soundtrack) یک آلبوم موسیقی متن برای فیلم یخ‌زده در سال ۲۰۱۳ از استودیو انیمیشن والت دیزنی است. این آلبوم در ۲۵ نوامبر ۲۰۱۳ منتشر شد.